# Herberge der Romantik

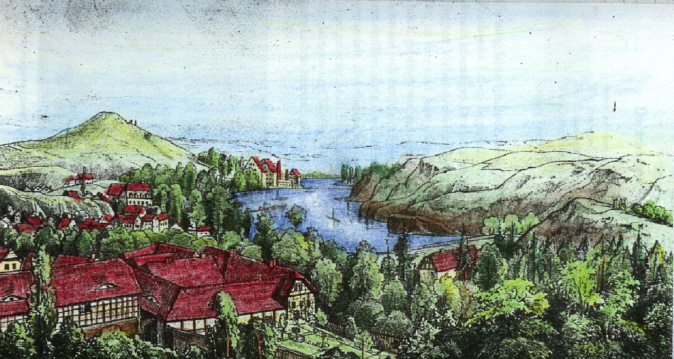
Blick vom Garten auf das Reichardtsche Gehöft, die Saale und die Porphyrfelsen

Der Begriff Herberge der Romantik (auch Reichardts Garten oder Giebichensteiner Dichterparadies genannt) stammt aus der deutschen Literaturgeschichte und steht für einen Privatgarten im hallischen Stadtteil Giebichenstein. Das Areal war seit 1791 im Besitz des Komponisten Johann Friedrich Reichardt, der daraus einen englischen Landschaftsgarten gestaltete. Er wurde bald zu einem Treffpunkt von Gelehrten und Literaten (u. a. Novalis, Brentano, Arnim und Tieck). Insbesondere war es aber Goethe, der mehrmals und über längere Zeit bei seinem Freund Reichardt weilte, als er im nahegelegenen Bad Lauchstädt ein damals völlig neuartiges Sommertheater baute und leitete.
Der Titel setzte sich allgemein durch, nachdem der Germanist Hans Schulz in seiner 1918 publizierten minutiösen Untersuchung Goethe und Halle Reichardts Garten erstmals als „gastliche Herberge der Romantik zu Giebichenstein“ beschrieb und namhafte Wissenschaftler ihm folgten.

## Eigenart des Gartens
„Reichardts Garten ist die schönste Komposition seines Lebens und seines Geistes.“

Der Garten ist von der Lage sowie von seiner Beschaffenheit her außergewöhnlich. Als Teil des in Giebichenstein bedeutenden Landgutes Brunnstein, ein seinerzeit rund fünf Hektar großes Grundstück (ehemals zum Kloster Neuwerk gehörend), eignete sich der Garten hervorragend zur Umsetzung romantischer Ideale.
In den Vertrauten Briefen Reichardts vom 10. November 1809 ist zu lesen, was den Reiz dieses Gartens für Romantiker ausmachte:
Woher ich auch kommen mag, immer erscheint mir dieser liebliche Fleck mitten im fruchtbarsten Lande mit neuem Reize. Wie die Saale dahin fließt […] zwischen Wiesen und buschigen Inseln und hohen moosbewachsenen Felsenwänden, bei den Ruinen des alten Schlosses vorbei, durch die romantische Geschichte Ludwig des Springers bekannt; wie der Fluss sich dann in kühner Beugung durch die schön geformten Felsufer von ewigem Porphyr durchdrängt, bei dem ruhigen Fischerdorfe Kröllwitz und seiner reich umpflanzten Papiermühle […] vorbei, über das hohe Wehr brausend fortrauscht […]. Von der Höhe unseres lieblichen Gartens über all das hingesehen, […] [ist] an ganz hellen Tagen auch wohl der Brocken am tiefen blauen Himmel [zu erkennen]. Auf der einen Seite der hohe alte Weinberg in seiner Urgebirgsgestalt, den unser geistreicher [Prof. med. Johann Christian] Reil jetzt so schön bepflanzt hat; zur anderen Seite die angenehme Holzung, Meiereien, Schäfereien und Weinberge auf der fruchtbaren Fläche; im Rücken die Stadt Halle mit ihren vielen Türmen und Salz-Kooten […] Das ganze Land rundum so reich und lustig bebaut – es wird nicht leicht eine mannigfachere reichere Aussicht in irgend einem flachen Lande gesehen.
Johann Friedrich Reichardt, der bedeutende Komponist und königlich-preußische Kapellmeister König Friedrichs II., entdeckte dieses Grundstück für sich im Mai 1791 und kaufte es kurz darauf mit Hilfe der Fürstin Luise von Anhalt-Dessau für 9.300 Reichstaler. Eine unwiderstehliche Lust nach dem Land und Gartenleben hatte damals die Menschen ergriffen, schreibt Goethe 1797 in seinen Tages- und Jahresheften. All die misslichen Verhältnisse in der Welt, das lähmende Intrigenspiel, das Reichardt in Berlin genügend hatte ertragen müssen – hier in Giebichenstein, in unmittelbarer Berührung mit der Natur und ihren unerschöpflichen Kräften nahe der Burgruine und der Saale, fühlte er sich frei und erhaben von alledem.
Besonders reizvoll für Pflanzernaturen, wie Goethe, aber auch Reichardt, es war, ist speziell auch das Gelände des Gartens. Es beträgt einen Höhenunterschied von 28,3 Metern, gemessen zwischen der nördlichen unteren Ecke am Reichardtschen Gehöft (Seebener Straße) und dem obersten Punkt des Gartens, wo heute der „Oberschmelzer“ (das Haus Friedenstraße 1e), steht. Es gibt von der Anhöhe aus zwei Abhänge: Einen, der sich steil nach Osten hin bis an den damals reichlich Wasser führenden Bach senkt, und einen anderen, von dem aus man den vielbesagten Blick auf die Saale und die darum liegenden Porphyrfelsen genießen konnte. Der sich weitaus sanfter nach Norden und bis zum Gehöft Reichardts neigende Abhang wurde stets genutzt als Zier- und Gemüsegarten. Aus gärtnerischen Zwecken baute man vor 1791 schon neben der östlichen und westlichen Gartenmauer steil emporkletternde Treppen aus Porphyrstein des naheliegenden Vulkans Galgenberg als Verbindung zwischen der Tiefe und dem Höhenrand.

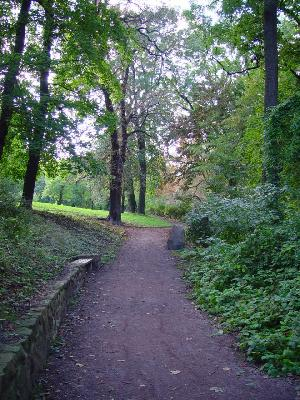
Reichardts Garten auf der Anhöhe

Viele Umstände trugen dazu bei, dass Reichardt in den Jahren 1794–1814 einen derart immensen Kostenaufwand betrieb, den Garten ganz den zeitgemäßen rousseauischen Idealvorstellungen entsprechend umzugestalten, dass aus dem Stück Land etwas wurde, das all seine prominenten, romantischen Gäste durchweg als Para-dies bezeichneten; als einen Ort, der dem Naturgefühl einer ganzen Zeit sichtbare Gestalt verlieh. Allgemein lässt sich sagen, dass Reichardt mit seinem Privatgarten im Kleinen verwirklichen wollte, was man kurz zuvor mit dem Wörlitzer Park und den Weimarer Parkanlagen im Großen erreicht hatte: Einen Garten völlig dem ihn umgebenden Landschaftsbilde unterzuordnen, ihn künstlerisch so zu gestalten, dass er sich darin einfügt und sich mit ihm offenbart, dass der Anleger die Gesetze und Gottesgesegnetheit der Natur verstanden hat. Darin liegt das Verdienst Johann Friedrich Reichardts, der entgegen den Vorbildern in Weimar und Wörlitz seinen Garten frei hielt von Dingen wie künstlichen Ruinen, abgebrochenen Säulen, Freundschaftsurnen, Brücken oder Tempelpforten.
Die Hänge bepflanzte er mit einheimischen und ausländischen Laub- und Nadelhölzern, insbesondere nordamerikanischen Kiefern. Viele Arten von Blütensträuchern wurden in anmutigen Wechsel verteilt. Prächtige Tannen standen vor dem Gartenhaus; Kiefern, Fichten, namentlich die Weymouth-Kiefer. In die Nähe des Wohnhauses setzte er Fliederbüsche mit vielen edlen Rosen, Stauden und Sommerblumen. Oberhalb des Höhenrandes schuf er Grotten und nahe dem Marmorbruch einen großen runden Steintisch. Geschmackvoll ausgewählte Bänke aus Stein waren an passenden Stellen überall im Garten aufgestellt. Die Anordnungen Reichardts gegenüber seinen Gartengästen hatten zur Folge, dass in ihm kein Tier erschossen werden durfte; die Hasen knabberten an den Kräutern, die Rebhühner brüteten ungestört und in den Gebüschen nisteten und sangen unzählige Nachtigallen. Eine stille, friedliche und einzigartig idyllische Ruhe herrschte hier auf der geweihten Stätte.
Bestrebungen der Stadt Halle (Saale), die Anlage in den 1960er und frühen 1970er Jahren der Erweiterung des Bergzoos zu opfern, wurden durch die Initiative zweier Professoren der Martin-Luther-Universität, des Literaturwissenschaftlers Thomas Höhle und des Kunsthistorikers Hans-Joachim Mrusek, wieder aufgegeben.

### Das Reichardtsche Gehöft
Das zum Garten gehörende Brunnsteingehöft, das Johann Friedrich Reichardt im Oktober 1791 bezog, blieb in seiner Form original erhalten, bis 1902 gegen das bürgerliche Gehöft entschieden wurde, um der elektrischen Straßenbahn Platz zu machen (das Wohnhaus sprang nach Norden hin bis in die Mitte der heutigen Seebener Straße vor). Geblieben sind nach dem Abriss des gesamten Gehöfts nur schriftliche Überlieferungen und der Grundriss des Erdgeschosses. Eingetreten ist man durch eine große Torfahrt. Man sah rechts und links große hölzerne Flügel an gemauerten Pfeilern. Das Hauptwohnhaus, durch die Enge der heutigen Seebener Straße kaum verdüstert, zweistöckig, siebenfenstrig und mit hohem abgewalmten Ziegeldach bedeckt. Es gab eine Laubenflucht, d. h. alte Holzgänge führten von Pfosten getragen an der nordwestlichen Hofseite entlang. Auf dem Hof stand ein immerfort fließender Röhrbrunnen mit steinernem Troge. Außerdem gab es einen gemauerten Taubenpfeiler, worunter Schweinekoben eingerichtet waren.
Der andere rechtwinklig angelegte Seitenflügel zum Garten hin beherbergte neben anderen Gesellschaftsräumen und der Küche einen tapezierten Gartensaal mit einem Fenster und drei Glastüren. Von hier aus konnte vom Frühjahr bis zum Herbst eine unmittelbare Verbindung der Wohnräume mit der freundlichen Natur des Gartens hergestellt werden. Überhaupt genoss man von dort aus den erfreulichen Blick auf Büsche, Bäume und Blumenbeete und auf den malerischen Hintergrund von Berg und Tal. Das Obergeschoss hatte über dem Gartensaal des Erdgeschosses ein großes, nicht beheizbares Speisezimmer, daneben noch eine geräumige, tapezierte Stube mit drei (!) Fenstern und einem französischen Kamin.
Die anderen Gebäude dienten der Landwirtschaft: Ställe für Schweine, Schafe und Pferde und eine Dreschtenne mit jeweils einer Banse zur Seite. Darin wurde Getreide aufbewahrt.

### Musik im Garten
Eine weitere Einzigartigkeit dieses Gartens ist, dass für seinen Besitzer Johann Friedrich Reichardt ein Gartenleben untrennbar mit der Musik im Freien verbunden war und er darin ein Erlebnisreich sah, wie menschliche Stimmen sich kunst- und demutsvoll in die der Musikinstrumente oder auch die Stille der Natur einfügen können. Reichardt selbst verfügte über eine – von Goethe bewunderte – schöne Tenorstimme, und seine Töchter waren den Aussagen Tiecks nach Gesangs-Göttinnen, die den Hain bewohnen, allen voran seine älteste und bekannteste Tochter Louise Reichardt, die selbst auch erfolgreich Lieder komponierte. Seinem Kutscher und seinen Bediensteten ließ er Unterricht geben, so dass sie Gesänge auf dem Waldhorn begleiten konnten. Zudem ließ sich der Gartenbesitzer in seinem Gartensaal allzu gern am Klavier hören, für das er eine Reihe von sehr spielbaren Sonaten, Fantasien und kleineren Stücken geschrieben hat. Auch seine Ertmann-Sonaten für Klavier entstanden neben anderen großen Werken hier in Giebichenstein.
Reichardts Schwiegersohn Henrich Steffens schildert uns: Seine Töchter bildeten zusammen Gesangschöre, die in ihrer einfachen Weise großen Eindruck machten. […]Wenn an lauen und stillen Sommerabenden die alten wehmütigen, lyrischen deutschen Gesänge, vom Waldhorn begleitet, in dem stillen Garten erklangen, war der Eindruck hinreißend. Chöre von Palestrina, Leonardo Leo, besonders ein Cor mundum crea sangen die Töchter oft. Ähnlich Joseph von Eichendorff in seinen Erinnerungen an die Jugendzeit: Völlig mystisch […] erschien gar vielen der am Giebichenstein belegene Reichardtsche Garten mit seinen geistreichen Töchtern, […]. Dort aus geheimnisvollen Bosketts schallten oft in lauen Sommernächten, wie von einer unnahbaren Zauberinsel, Gesang und Gitarrenklänge herüber. Auch Goethe dokumentiert in seinen Tages- und Jahresheften nach dem Tode Reichardts liebevoll, dass die heiter-geselligen Stunden in Giebichenstein, in denen er seine Gedichte von den sieben Töchtern Reichardts gefühlvoll vorgetragen und überhaupt erstmals vertont durch ihren Vater hörte, bei ihm den stärksten Eindruck hinterlassen haben (Goethes lyrische Gedichte 1794).
Höhepunkt des musikalischen Lebens im Garten war, wenn Prinz Ferdinand von Preußen aus dem nahen Schloss Wettin herüber kam. Die Erzählung Das Adagio des Prinzen Louis Ferdinand von Margarete Reichardt-Bader schildert ziemlich wahrheitsgetreu, was während dieser Sommerabende passierte: Die festliche Erregung Reichardts, die erwartungsvolle Spannung der Gäste, das Erscheinen des Prinzen, das Klavierspiel des Meisters, den nächtlichen Garten, in dem windgetragen die süßen Klänge heller Frauenstimmen lächelnd zerflattern … Wie die Gäste anschließend aus dem Gartensaal auf die Terrasse treten und der volle Mond sein blendendes Licht über die vom glitzernden Nachttau bedeckten Rasenflächen gießt, wie mit Reif bestreut die Sträucher und Gebüsche stehen und nur unter den hohen Bäumen undurchdringlich schwarze Schatten liegen. Sonst nächtliche Stille in der Runde. Da, auf einmal, kommt ein tiefer dunkler Ton vom waldigen Grunde unterhalb des Berges hergezogen, so die Autorin. Das Waldhorn. Ein zweites beginnt um eine Terz höher, und eine schöne Männerstimme (Prinz Ferdinand) fällt ein:
Im Felde schleich ich still und wild,

Lausch mit dem Feuerohr,

Da schwebt so licht dein liebes Bild,

Dein süßes Bild mir vor.

Mir ist es, denk ich nur an dich,

Als in den Mond zu seh’n;

Ein stiller Friede kommt auf mich,

Weiß nicht, wie mir gescheh’n.
Besonders bemerkenswert ist aber, dass Johann Friedrich Reichardt seine in Giebichenstein entstandenen Gedichtsvertonungen (Goethe und Schiller) keineswegs nur für Waldhorn, Gitarre oder Klavier schrieb, sondern auch für Harfe, den überaus zarten Klang des Instruments
sogar empfiehlt: 1798 bei der Veröffentlichung seiner Lieder der Liebe und der Einsamkeit zur Harfe und zum Klavier zu singen und seinen Sechs Canzonetti con accompagnement de pianoforte o arpa, und 1805 bei seinen Six Romances avec Accompagnement de Fortepiano ou Harpe.
Dieses vor 1810 nur beschränkt in mehreren Tonarten bespielbare Zupfinstrument wurde um 1800 in Pariser Salons, in Londoner und Berliner Häusern vor allem als Instrument der vornehmen Damen favorisiert.

## Die Herberge undDes Knaben Wunderhorn

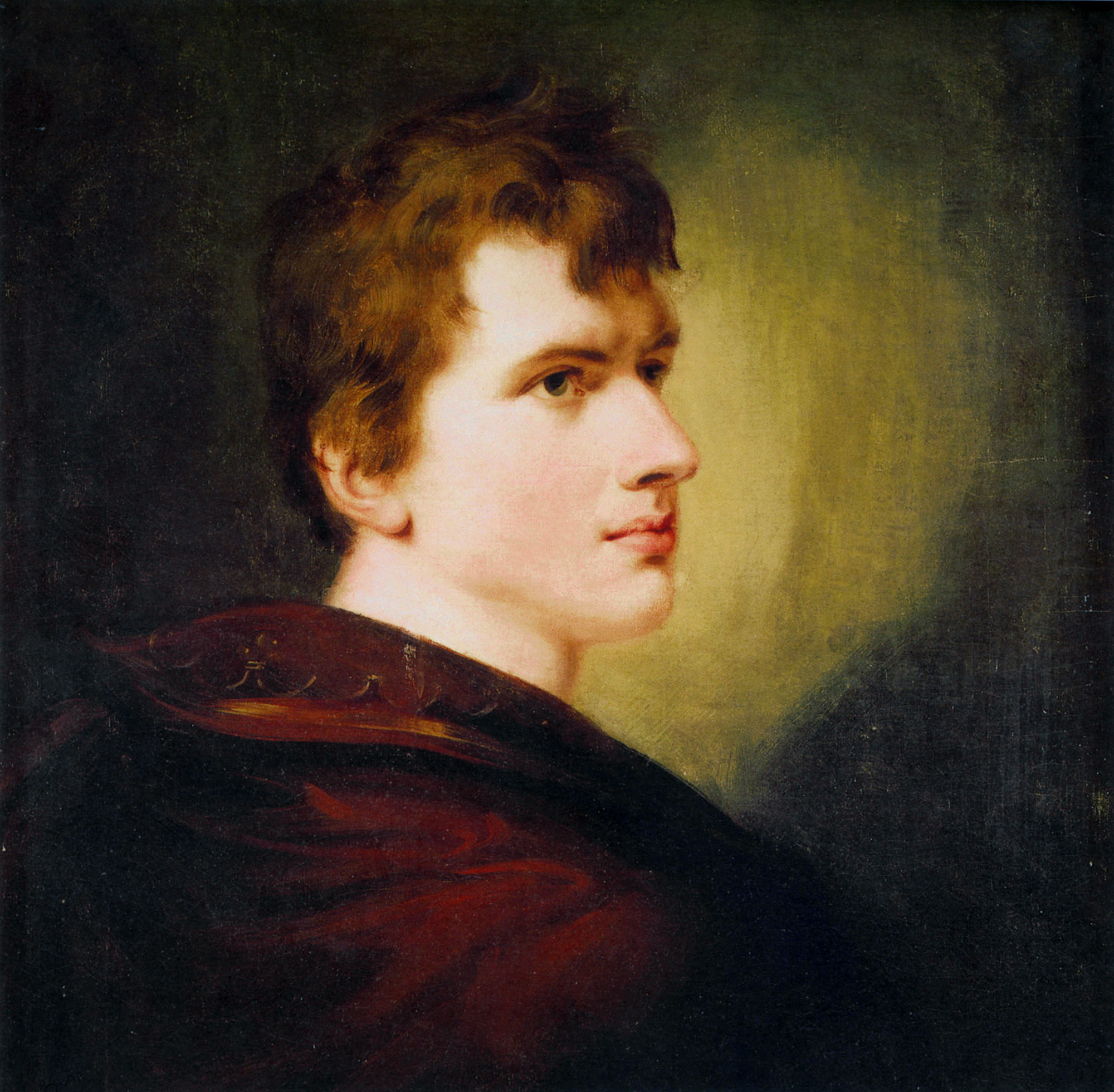
Ludwig Achim von Arnim

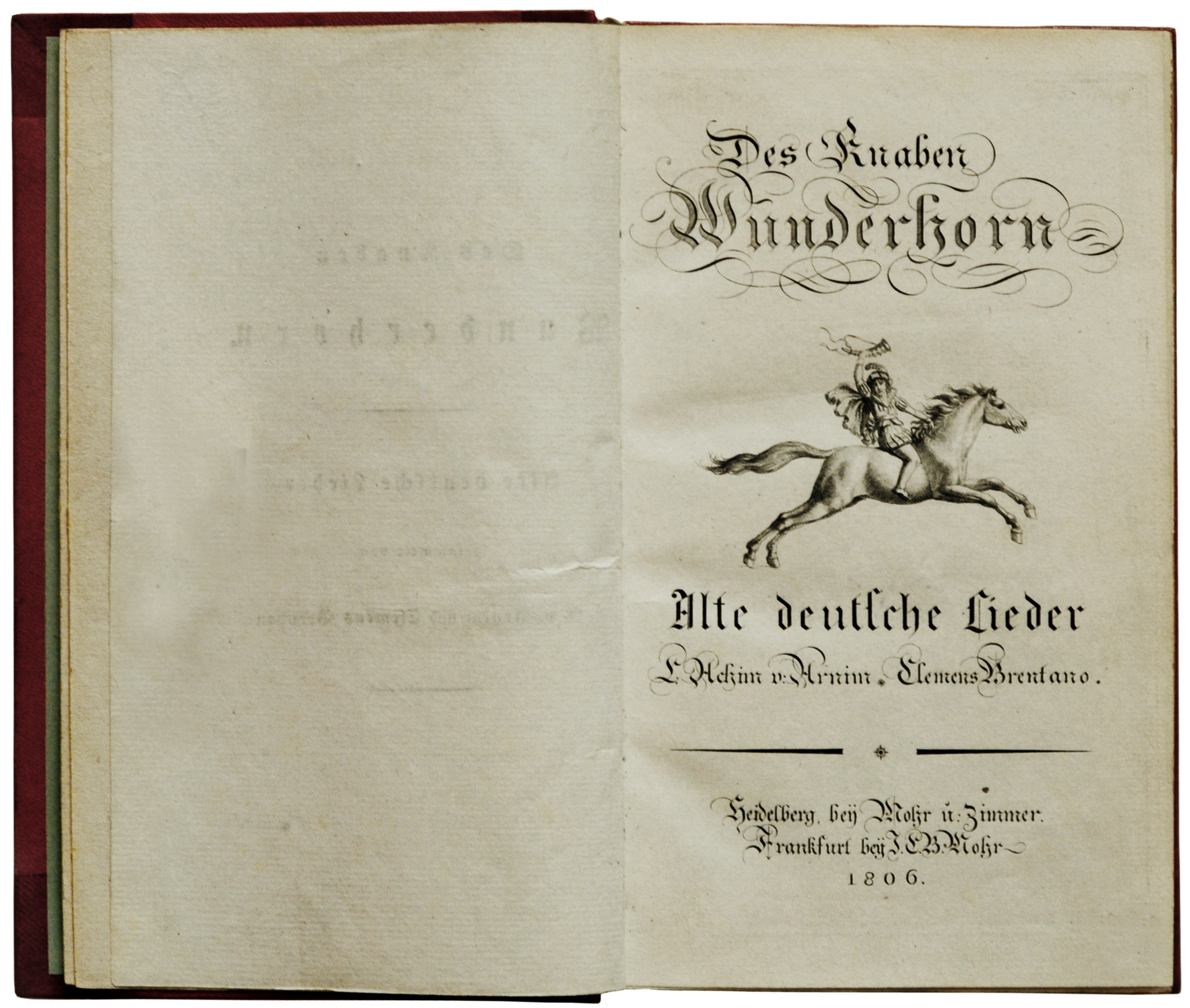
(Gestochener) Titel des Erstdrucks von 1806

Die Herberge der Romantik spielt bei der Entstehung der Volksliedsammlung Des Knaben Wunderhorn eine wesentliche Rolle. Denn Achim von Arnim, von 1798 bis 1800 an der Friedrichsuniversität Halle Student der Rechtswissenschaft, beschäftigte sich hier während dieser Jahre (und danach) intensiv mit dem Sammeln von Volksliedern. Gerade im Garten Reichardts – die Familie kannte er als Musikliebhaber bereits aus Berlin – hatte seine Kreativität zur Entfaltung freie Bahn, lebte doch Reichardt mit seinen Töchtern in dem Garten nichts anderes vor, als man sich seinerzeit als Ideal für die ganze Nationalbevölkerung vorstellte: Hausmusik im volksliedhaften Ton mit Texten traditioneller bzw. hoher deutscher Dichtkunst in geselliger Runde. Leute wie Arnim erkannten, dass beim breiten Volk längst der Sinn für den Wert des Erbguts deutscher Dichtkunst verloren gegangen und der größte Teil schon vergessen war. Dem entgegenzuwirken, eröffnete Arnim seinem Freund Clemens Brentano erstmals in einem Brief aus der Schweiz diesen Plan: „Die einfachsten Melodien von Schulz, Reichardt, Mozart u. a. werden durch eine neuerfundene Notenbezeichnung mit den Liedern unter das Volk gebracht, allmählich bekömmt es Sinn und Stimme für höhere, wunderbare Melodien.“ Interessant ist, dass auch Reichardt mit all seinen Liedersammlungen nichts anderes verfolgte und uns im Wunderhorn durch Arnim traditionelle Halloren-Gesänge (wie der Gesang der Halloren, wenn sie Kaltlager halten) des nahe Giebichensteins gelegenen Halle überliefert sind.
Im März 1805 veröffentlichte Achim von Arnim in seiner Berliner Musikalischen Zeitung das Erste Manifest für Des Knaben Wunderhorn, zu dem auch Reichardt beigetragen hatte: Im 9. Stück erscheint da Brentanos Morgengruss mit einer musikalischen Beilage Reichardts und dessen Liedersammlung Troubadour, die Reichardt Ostern 1805 vollendet hatte. Sie ist voll von Kompositionen Arnimscher und Brentanoscher Lieder. Im Mai 1805 steuerte Reichardt noch einmal viele „alte Sachen“ und übergab sie Arnim während eines achttägigen Aufenthaltes bei ihm in Giebichenstein. Wenige Monate später, im Sommer 1805, wurde Des Knaben Wunderhorn dann in Heidelberg vollendet und herausgegeben.
Bedeutend dabei ist, dass der erste Band dieser Volksliedsammlung zwar Goethe, ein weiterer aber Reichardt gewidmet ist und beide, Arnim wie Brentano, inständig hofften, dass der Gartenliebhaber und Komponist sich doch noch darauf einließe, das komplette Wunderhorn zu vertonen. Reichardt zollte dieser Aufgabe aber derartig Respekt, dass er zeitlebens ehrfürchtig ablehnte.

## Bekannte Gäste der Herberge
- Ludwig Tieck, ab 1792, als Familienmitglied regelmäßig (heiratete 1798 Amalie Alberti, die Schwägerin Reichardts)
- Wilhelm Heinrich Wackenroder, ab Sommer 1792, teils für 20 Tage
- Johann Heinrich Voß, ab 1794, im Sommer 1799 zusammen mit Tieck und Wackenroder
- Johann Wolfgang von Goethe, 1802–1805, jeweils im Frühjahr und Sommer für 5 bis 10 Tage, u. a. zusammen mit Friedrich August Wolf und August Hermann Niemeyer
- Christiane Vulpius, in den Sommern ab 1802 (immer von Bad Lauchstädt herüber kommend)
- Clemens Brentano, ab 1797, u. a. zusammen mit Achim von Arnim 1807 nach zweijähriger Trennung und Verwüstung durch Napoleons Truppen
- Achim von Arnim, ab 1798, u. a. zum Weihnachtsfest bei den Reichardts 1805 (10 Tage)
- Jean Paul, ab 16. Juli 1798 für 5 Tage, Ende Juli 1798 nochmals für 5 bis 7 Tage
- Novalis, ab 1799, hier Erstbekanntschaft mit Ludwig Tieck und erste Ideen zu Heinrich von Ofterdingen
- Wilhelm Grimm, ab 31. März 1809, zusammen mit Bettina und Clemens Brentano ab 4. August 1809, im Spätherbst 1809 für 7 bis 8 Wochen lang zu Reichardts 57. Geburtstag
- Friedrich Schleiermacher, evangelischer Theologe, Philosoph und Pädagoge
- Henrich Steffens, norwegischer Philosoph, Naturforscher und Dichter (Schwiegersohn Reichardts)
- Karl Georg von Raumer, Geologe, Geograph und Pädagoge (Schwiegersohn Reichardts)
- Adam Oehlenschläger, dänischer Nationaldichter der Romantik
- Varnhagen, die westfälische Familie des Ministerialengeschlechtes von Ense
- Louis Ferdinand von Preußen, Neffe Friedrichs des Großen, Prinz von Preußen

## Reichardts Garten heute
1844 kaufte König Friedrich Wilhelm IV. den Garten, der nunmehr die Funktion eines Kurparks für wenig später in unmittelbarer Nachbarschaft errichtete Solbad Wittekind übernahm. 1902 kam die Anlage in den Besitz der Stadt Halle, die daraus einen für die Öffentlichkeit zugänglichen „Bürgerpark“ machte, wobei die Wegeführung neu gestaltet wurde. Etwa gleichzeitig musste Reichardts Gehöft für den Ausbau des elektrischen Straßenbahnnetzes weichen. Die damalige Wegeführung hat bis heute Bestand. Im späten 20. Jahrhundert wurde auf dem Gelände ein Kinderspielplatz eingerichtet. 
Gelegentlich wird der Park, die nach der Größe an achter Stelle der vielen hallischen Parks steht, als deren schönster bezeichnet. Zahlreiche Denkmäler, in Stein gemeißelte Gedichte und andere Zeugnisse erinnern an die Zeit, als der Park in erster Linie ein Dichterparadies war. Allerdings sind die historischen Artefakte heute (2025) zum Teil durch Schmierereien verunstaltet und wirken daher etwas verwahrlost.